# Primera División Femenina de baloncesto 1973-74
La temporada 1973-74 de la Liga Femenina fue la 11.ª temporada de la liga femenina de baloncesto. Se disputó entre 1973 y 1974, culminando con la victoria de Ignis Mataró.

## Liga regular
| Pos. | Equipo                 | Pts. | PJ | G  | E | P  | GF   | GC   | Dif. | Clasificación o descenso             |
| ---- | ---------------------- | ---- | -- | -- | - | -- | ---- | ---- | ---- | ------------------------------------ |
| 1    | Ignis Mataró           | 57   | 22 | 19 | 0 | 3  | 1376 | 850  | +526 | Campeón                              |
| 2    | Celta de Vigo          | 57   | 22 | 19 | 0 | 3  | 1182 | 868  | +314 |                                      |
| 3    | CREFF Madrid           | 54   | 22 | 18 | 0 | 4  | 1316 | 847  | +469 |                                      |
| 4    | Tabacalera La Coruña   | 49   | 22 | 16 | 1 | 5  | 1324 | 1043 | +281 |                                      |
| 5    | Moritz Picadero        | 48   | 22 | 16 | 0 | 6  | 1156 | 899  | +257 |                                      |
| 6    | PEM Aerpons            | 29   | 22 | 9  | 2 | 11 | 1066 | 1087 | −21  | Renuncia la categoría                |
| 7    | Hispano Francés        | 27   | 22 | 9  | 0 | 13 | 1054 | 1106 | −52  |                                      |
| 8    | Medina Lérida          | 24   | 22 | 8  | 0 | 14 | 1034 | 1278 | −244 | Acceso a la Promoción de permanencia |
| 9    | CREFF Gerona           | 21   | 22 | 7  | 1 | 14 | 934  | 1303 | −369 | Acceso a la Promoción de permanencia |
| 10   | Medina Madrid          | 12   | 22 | 4  | 0 | 18 | 833  | 1328 | −495 | Acceso a la Promoción de permanencia |
| 11   | Little Kiss            | 12   | 22 | 4  | 0 | 18 | 983  | 1254 | −271 | Acceso a la Promoción de permanencia |
| 12   | Atlético Universitario | 2    | 22 | 1  | 0 | 21 | 908  | 1291 | −383 | Descenso a Segunda División          |

 Fuente: BRD

## Promoción de permanencia
| Local                  | Agr.    | Visitante                  | Ida   | Vuelta |
| ---------------------- | ------- | -------------------------- | ----- | ------ |
| Zaragoza Club de Tenis | 112–133 | Medina Lérida              | 55–65 | 57–68  |
| CREFF Gerona           | 93–64   | Fútbol Junior de Barcelona | 42–24 | 51–40  |
| Medina Bilbao          | 100–117 | Little Kiss                | 43–40 | 57–77  |
| Medina La Coruña       | 75–81   | Medina Madrid              | 29–22 | 46–59  |

## Postemporada
- Campeonas de la Primera División Femenina 1973-74: Ignis Mataró (3er título).
- Campeonas del Campeonato de España 1973-74: CREFF Madrid (4º título).
- Clasificadas para Copa de Europa de Campeonas 1974-75: Ignis Mataró.
- Clasificadas para Copa Ronchetti 1974-75: CREFF Madrid, Celta de Vigo y Tabacalera La Coruña.
- Descendidas a Segunda División:  Atlético Universitario (descenso deportivo), PEM Aerpons y Little Kiss (renuncian a la categoría).
- Ascendidas de Segunda División:  Club Telefunken (ascenso deportivo), Medina Bilbao y Medina La Coruña (por renuncias).